# Die neue Zeit TV
Der Fernsehsender Die neue Zeit TV (Eigenschreibweise: Die Neue Zeit TV) ist ein neureligiöses Spartenprogramm. Programmveranstalter ist die Vita Vera Verlags-GmbH — Die Neue Zeit TV — in der Schweiz. Deren Anteilseigner sind zwei schweizerische Privatpersonen sowie der deutsche Geschäftsführer Christo Obreschkow. Der ursprünglich auch beteiligte Gabriele-Verlag Das Wort in Marktheidenfeld, der Hausverlag der neuen religiösen Bewegung Universelles Leben (UL) und Gabriele Wittek, ist im Jahr 2008 ausgeschieden, der Sender strahlt jedoch weiterhin das Programm desselben aus. 
Schwerpunkte des Programms sind die Themen Kirchenkritik, Veganismus sowie die Ideologie des Universellen Lebens. Der Sender kritisiert die katholischen und evangelisch-lutherischen Kirchen und verbreitet seit dem Beginn des russischen Überfalls auf die Ukraine 2022 auch antieuropäische und antiamerikanische Propaganda.

## Programm
Das Programm wird von religiösen Sendungen dominiert, die die Lehre und Ideologie des UL widerspiegeln, darunter als solche bezeichnete Gesprächsrunden, welche jedoch häufig geskriptet sind, Bildmeditationen, „göttliche Offenbarungen“ und Buchlesungen aus den eigenen Verlagen. 
Viele Beiträge werden von der Bild und Ton – Produktion für das Leben GmbH (ehemals Santec Media GmbH) zugeliefert, einem 100-prozentigen Tochterunternehmen von Radio Santec, das auch den Fernsehsender Sophia TV betreibt. Beide Sender bieten ein ähnliches Programm, wobei Sophia TV seit Januar 2021 von 0 Uhr bis 12 Uhr auf Die neue Zeit TV läuft. Im Web-Livestream wird hierbei jedoch weiterhin das Logo von Die neue Zeit TV gezeigt.
Einmal pro Tag, entweder mittags oder abends, wird die Kochsendung Die vegane Volksküche, im Intro noch Die vegan-vegetarische Volksküche gezeigt. Als Die vegetarische Volksküche war diese die erste ausschließlich vegetarische Kochsendung im deutschen Fernsehen. Parallelsendungen waren außerdem Starkoch – Italienisch-vegetarisch und Gesund vegetarisch!
Zweimal täglich, morgens, mittags oder Abends, z. T. auch zweimal morgens wird die meditative Fitnesssendung Lockerungsübungen ausgestrahlt.
Ausschnitte aus den Internationalen Altfelder Konzerten des Santec Music Orchestra von Santec Music, dem zweiten 100-prozentigen Tochterunternehmen von Radio Santec, werden mittags, abends oder auch nachts in der Sendung Klassik für die Seele gespielt.
Für Kinder zeigt der Sender zweimal täglich (üblicherweise um 09:00 Uhr und um 17:30 Uhr) die „Liobani Schule – Die Schule für Neu Jerusalem, für eine neue Zeit, im Zeichen des Christus Gottes der Gottes- und Nächstenliebe“, die aus der Lesung der „Liobani“-Buchreihe des Gabriele-Verlags besteht. Zudem gibt es die Reihe Knirps, der Geschichtenwichtel.
Etwa 15 % des Programms sind zudem Dauerwerbesendungen, diese ausschließlich für Betriebe aus dem Umfeld des Universellen Lebens.
Besonders präsent im Programm sind die Moderatoren Dieter Potzel, Matthias Holzbauer, Harald Endrigkeit, Christian Periat, Christine Schulte, Estefania Blount, Andreas Hautzinger, Sebastian Rüdiger Oehling und Silke Dziallas, die alle in der Vergangenheit und Gegenwart in verschiedenen UL-Betrieben als Geschäftsführer oder führende Mitarbeiter tätig waren.
Medienberichten zufolge betrieb die Vita Vera Verlags-GmbH im Juni 2023 für zwei Wochen den Ableger Die neue Zeit TV 2.

## Kritik
→ Siehe auch Hauptartikel Universelles Leben bzw. den dortigen Abschnitt Kontroversen.

### Kirchenfeindlichkeit
Im Sender werden in einem großen Teil der Sendungen wieder die Volkskirchen und ihre Finanzierung aus Kirchensteuern, öffentlichen Mitteln des Denkmalschutzes und der Kulturförderung kritisiert. Gleichwohl fällt Die neue Zeit TV durch offensive Aufforderungen zum Spenden auf, sei es an den Sender direkt oder an eine der zahlreichen Unterorganisationen. Die Bibel wird beim Zitieren als die „Bibel des Papstes“ tituliert. Teilweise werden veraltete und heute nicht mehr gültige Aussagen der römisch-katholischen Kirche als vermeintlich aktuelle Lehrmeinung kritisiert. 2023 wurde der „Kirchengott“ als „der satanische Geist allen Übels von unten“ bezeichnet.

### Pro-russische Propaganda
Seit dem Beginn des russischen Überfalls auf die Ukraine am 24. Februar 2022 nehmen zudem „Kommentare“ sowie die Sendung Der Modus – gestern und heute einen großen Teil des Programms ein, in denen einschlägig die Verantwortung für den Krieg der NATO, der EU oder den christlichen Kirchen übertragen wird und die USA kritisiert werden. So wurde etwa der NATO-Beitritt Finnlands am 4. April 2023 durch Harald Endrigkeit als „nächste Flanke des Teufels“ kommentiert. Dieser sagte zudem in der mehrfach ausgestrahlten Sendung „Wo bleibt der Haftbefehl?“ „Dies [der Haftbefehl des Internationalen Strafgerichtshofs gegen Wladimir Putin] ist niemals im Interesse der Geringsten, der ukrainischen Kinder. […] Die USA stellen sich sehr wohl immer und überall über Recht und Gesetz.“ US-Politiker seien „Kraken der Weltpolitik“. Dieter Potzel bezeichnete den Haftbefehl als „unbarmherzigen Sargnagel“. Es sei kein Kriegsverbrechen, „Waisenkinder aus einem Kriegsgebiet in Sicherheit zu bringen“. Als „göttliche Offenbarung“ und „Wort aus dem All“ wurde zudem der Sieg des Ostens und der Untergang des Westens („Der Osten wird siegen und wird euch zu Staub machen. Wie ihr Ratten verschlingt und Staub gebiert […]“, „Das Ewige Reich ist der Sieger, und zwar von Osten.“, „Von Osten her heben wir die Erde auf.“) mit Massengräbern vorhergesagt.
Die russlandfreundliche Haltung könnte darauf zurückzuführen sein, dass die Offenbarungen der UL-„Prophetin“ Gabriele, so der Sender, von einem nicht näher beschriebenen Radioprogramm „Radio Moskau“ ausgestrahlt würden. Hinter diesem verbirgt sich ein selbst von UL veranstaltetes ehemaliges Programm.

### Einseitige Berichterstattung
Auch zu anderen Themen wird eine nicht-neutrale Berichterstattung bemängelt, so zum Beispiel in der beim Sender mehrmals ausgestrahlten Dokumentation Brennpunkt Erde – Das Leben im Wald und der Krieg gegen die Tiere zum Thema Jagd, die deshalb von der Kommission für Zulassung und Aufsicht der Landesmedienanstalten (ZAK) in Form einer Programmbeschwerde gerügt wurde.

### Offensive Werbekampagnen
Der Sender fällt durch zahlreiche offensive Werbesendungen auf, die die Betriebe und Produkte des Universellen Lebens zu vermarkten versuchen. So wird beispielsweise die Sendung Die vegane Volksküche von Tierbildern aus der Landwirtschaft zu melancholischer Musik und dem mehrmals gezeigten Schriftzug "Esst kein Fleisch!" eingeleitet. So wird das Mitgefühl der Zuschauer angeregt, um die in der häufig nachfolgenden Sendung Lebe Gesund Erlebnisküche durch dieselben Moderatoren angeworbenen Produkte zu verkaufen. Weiterhin wird im Anschluss an die religiösen Sendungen stets das dazu passende Buch präsentiert. Weiterhin sind in den Werbespots für einen Betrieb des UL oft auch Werbungen für weitere Produkte enthalten.

## Sonstiges

### Niedrige Bildqualität
Der Sender überträgt sein Programm mit einer ungewöhnlich niedrigen Datenrate. Bei Filmen und Bewegtbildern entstehen so leicht unscharfe Konturen bis hin zur „Klötzchenbildung“. Seit dem 19. April 2011 ist der Sender auch im digitalen Kabelnetz von Kabel BW zu empfangen, zudem in größeren Städten Bayerns, die Datenrate ist dabei wesentlich höher als über Satellit.

### Neuproduktionen
Auffallend ist zudem, dass seit geraumer Zeit, abgesehen von den o. g. Sendungen zum russischen Überfall auf die Ukraine so gut wie keine neuen Sendungen zahlreicher Formate mehr produziert werden und mehrere Jahre alte, bis zu zweieinhalbstündige Lesungen aus den Offenbarungen von Gabriele Wittek und Gesprächsrunden einen großen Teil der Sendezeit einnehmen. Dies ist möglicherweise auch auf den Rückgang an Aktivität in den anderen Branchen des Universellen Lebens zurückzuführen, sowie bei der Glaubensgemeinschaft selbst, wie die Main-Post 2017 schrieb.

### Intro
Viele der religiösen Sendungen werden mit dem vertonten Pattern -.-. .... .-. .. ... – ..- ... eingeleitet, dem Morsecode für 'Christus'. Dieses Erkennungszeichen wurde bereits für die ersten Sendungen des ursprünglichen Radioprogramms von Radio Santec, der Universellen Welle, später „Das Wort – Die kosmische Welle“ verwendet. Die Sendungen werden hingegen mit dem Ausruf „Auf Wiedersehen und Gott zum Gruß!“ beendet, einer Formel, die von Anhängern des Universellen Lebens von Anfang an verwendet wurde.